# Weihwasserbecken (Pierrefitte-sur-Loire)

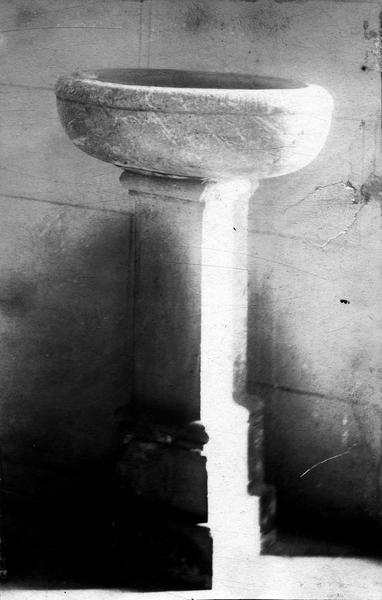
Weihwasserbecken in Pierrefitte-sur-Loire

Das Weihwasserbecken in der Kirche St-Rémi in Pierrefitte-sur-Loire, einer französischen Gemeinde im Département Allier der Region Auvergne-Rhône-Alpes, wurde 1643 geschaffen. Im Jahr 1924 wurde das barocke Weihwasserbecken als Monument historique in die Liste der denkmalgeschützten Objekte (Base Palissy) in Frankreich aufgenommen.
Das 60 cm hohe Becken aus Marmor steht auf einer rechteckigen Säule aus Sandstein.